# 東急保険コンサルティング
東急保険コンサルティング株式会社（とうきゅうほけんコンサルティング、英文名称：Tokyu Insurance Consulting Co.,Ltd.、通称TIC）は、東京都渋谷区に本社を置く東急グループの保険代理店。2002年2月時点で全部で53社あった東急グループ各社の保険代理店部門統合を目的に、2001年11月に設立。翌2002年4月営業開始。

## 沿革
- 2001年11月30日：会社設立
- 2002年4月1日：営業開始。当初は東急グループで保険代理店としていて営業していた8社が参画した。8社は東急、東急不動産、東急百貨店、東急ストア、伊豆急行、東急観光（現：東武トップツアーズ[2]）、東急百貨店サービス、東弘商事（現：東急ステーションリテールサービス）である。
- 2010年8月6日：損害保険・生命保険代理店業務で、ISO9001認証取得
- 2013年5月1日：ソニー生命保険より、二子玉川ライズ内にある保険ショップ「リプラ」の事業譲渡を受ける[3]。来店型店舗の「東急ほけんのコンシェルジュ」として開業[4]。
- 2014年5月：本社を渋谷区道玄坂のTODビルから地下鉄ビルに移転

## 事務所
- 東京本社
- 関西営業所（大阪府大阪市中央区）
- 札幌営業所（北海道札幌市白石区）
- 東急ほけんのコンシェルジュ
  - 二子玉川ライズ店（東京都世田谷区） - 1号店で、リプラを改装したもの
  - たまプラーザテラス店（神奈川県横浜市青葉区）
  - 渋谷店（上記の本社内）
  - エトモ中央林間店（神奈川県大和市）